# Frankie Shaw
 (août 2023).
Si vous disposez d'ouvrages ou d'articles de référence ou si vous connaissez des sites web de qualité traitant du thème abordé ici, merci de compléter l'article en donnant les références utiles à sa vérifiabilité et en les liant à la section « Notes et références ».
Pour les articles homonymes, voir Shaw.
Frankie Shaw (née Rachel Frances Shaw) est une actrice, photographe américaine née le 11 novembre 1986 à Boston, Massachusetts (États-Unis). 

## Biographie
Frankie Shaw est née le 11 novembre 1986 à Boston, Massachusetts (États-Unis).
Elle a étudié au Barnard College à New York où elle se spécialise en littérature anglaise. Elle a été joueuse de basket-ball pendant ses études secondaires.
Ses photographies 9/11 apparaissent dans le musée de New York.

### Vie privée
Elle a été en couple avec Mark Webber de 2007 à 2011. Ils ont un fils, Isaac Love Webber, né en 2008.
Elle est mariée à Zach Strauss depuis 2016.

## Carrière
De 2010 à 2011, elle incarne le personnage de Mary Jo Cacciatore dans la série Blue Mountain State.
De 2015 à 2017, elle travaille sur la série semi-autobiographique et comédie SMILF dont elle est réalisatrice, scénariste et actrice principale. SMILF débute le 5 novembre 2017 sur Showtime.

## Filmographie

### Cinéma

#### Longs métrages
- 2006 : Just Like the Son de Morgan J. Freeman : Brenda
- 2007 : One Night de Michael Knowles : Clarice
- 2008 : Explicit Ills de Mark Webber : Michelle
- 2008 : Altamont Now de Joshua Brown : Karen Kennedy
- 2009 : Falling Up de David M. Rosenthal : Gretchen
- 2009 : The Northern Kingdom de Dorothy Lyman : Shauna
- 2009 : Red Hook d'Elizabeth Lucas : Deena
- 2010 : The Freebie de Katie Aselton : La fille du café
- 2012 : Knife Fight de Bill Guttentag : Samantha
- 2012 : The End of Love de Mark Webber : Evelyn
- 2013 : The Pretty One de Jenée LaMarque : Claudia
- 2013 : This Is Where We Live de Josh Barrett et Marc Menchaca : Lainey
- 2014 : Lullaby d'Andrew Levitas : Janice
- 2014 : Détestables nous (Someone Marry Barry) de Rob Pearlstein : Camille
- 2015 : Always Worthy de Marianna Palka : Greta
- 2016 : Bachelor Party (Joshy) de Jeff Baena : Crystal
- 2016 : Dreamland de Robert Schwartzman : Liz
- 2016 : Blue Mountain State : The Rise of Thadland : Mary Jo Cacciatore
- 2016 : Fluidic de Jeremiah Jones : Emlyn
- 2017 : Stronger de David Gordon Green : Gail Hurley
- 2019 : Jay et Bob contre-attaquent… encore (Jay and Silent Bob Reboot) de Kevin Smith : La procureure
- 2021 : No Sudden Move de Steven Soderbergh : Paula Cole

#### Courts métrages
- 2005 : Night Swimming de Daniel Falcone : Amber
- 2011 : Coffee Snobs d'Eric Appel : Une cliente
- 2012 : Spoonful de Jenée LaMarque : Mac
- 2015 : SMILF d'elle-même : Bridgette Bird (également scénariste)
- 2016 : Too Legit d'elle-même : Jess (également scénariste)
- 2018 : Bad Peter de Zach Strauss : Rachel
- 2020 : Phone Stack de Cami Delavigne : Sam

### Télévision

#### Séries télévisées
- 2005 : New York, section criminelle (Law and Order : Criminal Intent) : Marrissa
- 2006 : The Bedford Diaries : Simone
- 2010 - 2011 : Blue Mountain State : Mary Jo Cacciatore
- 2011 : Glory Daze : Gina
- 2012 : Les Experts : Manhattan (CSI : NY) : Kelly Rose
- 2012 : 2 Broke Girls : Keefer
- 2013 - 2014 : Hello Ladies : Nikki
- 2014 : Mixology : Fabienne
- 2015 : Mr. Robot : Shayla Nico
- 2015 : Mulaney : Julia
- 2016 : Flaked : Natasha
- 2016 : Good Girls Revolt : Naomi
- 2017 - 2019 : SMILF : Bridgette Bird
- 2018 : Homecoming : Dara
- 2019 : Robot Chicken : Dorothy Gale (voix)
- 2019 : Drunk History : Hedy Lamarr